# Retispatha dumetosa
Retispatha dumetosa är en enhjärtbladig växtart som beskrevs av John Dransfield. Retispatha dumetosa ingår i släktet Retispatha och familjen Arecaceae. Inga underarter finns listade i Catalogue of Life.